# ダミアン・マーカス
ダミアン・マーカス（Damian Markus、2003年7月11日 - ）は、南アフリカ共和国のケープタウン出身のラグビーユニオン選手。

## 略歴
U20南アフリカ共和国代表に選出され、2023年のワールドラグビーU20チャンピオンシップで準決勝まで勝ち進んだ。
2023年にDHLストーマーズに所属。南アフリカ共和国の地域協会（州協会）代表チームであるDHLウェスタン・プロヴィンスの選手としては、2024年カリーカップ（南アフリカ共和国ラグビーユニオンの国内最高峰リーグ）にも出場した。
2024年12月5日、静岡ブルーレヴズへの入団を発表。同月21日に行われたJAPAN RUGBY LEAGUE ONE第1節神戸スティーラーズ戦にて先発出場でリーグワン公式戦初出場を果たした。
2025年1月18日、出場4試合目となる東芝ブレイブルーパス東京戦において負傷。2月25日に、全治まで約5か月かかることが発表され、登録抹消された。4月7日、母国での治療のため、退団が発表された。